# Misión Permanente de México en la República Democrática Alemana
La Misión Permanente de México en la República Democrática Alemana fue la Embajada de México ante la extinta República Democrática Alemana, en Berlín Oriental, su último embajador fue Rosario Green. Abrió sus puertas en 1974, y cerró permanentemente el 3 de octubre de 1990 a causa de la reunificación de Alemania.

## Historia
México y Alemania Democrática entablaron relaciones diplomáticas a nivel de embajadas el 5 de junio de 1973.

## Embajadores ante la República Democrática Alemana
- Gobierno de Luis Echeverría Álvarez (1970 - 1976)
  - (1974 - 1976): Rodolfo Navarrete Tejero

- Gobierno de José López Portillo (1976 - 1982)
  - (1976 - 1978): Guillermo Corona Muñoz
  - (1978 - 1982): Ricardo Guerra Tejada

- Gobierno de Miguel de la Madrid Hurtado (1982 - 1988)
  - (1982 - 1983): Ricardo Guerra Tejada
  - (1983 - 1987): Rogelio Martínez Aguilar
  - (1987 - 1988): Felipe Raúl Valdés Aguilar

- Gobierno de Carlos Salinas de Gortari (1988 - 1994)
  - (1988 - 1989): Felipe Raúl Valdés Aguilar
  - (1989 - 1990): Rosario Green